# Francisco Gregorio Billini
Francisco Gregorio Billini (Baní, 25 maggio 1844 – Santo Domingo, 28 novembre 1898) è stato uno scrittore, politico e pedagogo dominicano, Presidente della Repubblica Dominicana dal 1884 al 1885.
Nacque da Hipólito Billini Hernández e María de Regla Aristy Gómez. Gli avi paterni provenivano dalla provincia di Ravenna.